# El Santuario (Avebury)
El Santuario (The Sanctuary, en inglés) es un sitio prehistórico en Overton Hill, situado a unas 5 millas (8 km) al oeste de Marlborough en el condado inglés de Wiltshire. El Santuario forma parte del conjunto megalítico de Stonehenge, Avebury y sitios relacionados que fue proclamado Patrimonio de la Humanidad por la Unesco en 1986.

## Características
Es parte de un más amplio paisaje Neolítico que incluye los sitios cercanos de la colina de Silbury, el túmulo alargado de West Kennet y el círculo de Avebury, al cual el Santuario estaba unido por la avenida Kennet, de 2,5 kilómetros de largo y 25 m de ancho. También se encuentra cercano a la ruta prehistórica Ridgeway y cerca de varios túmulos de la Edad del Bronce.

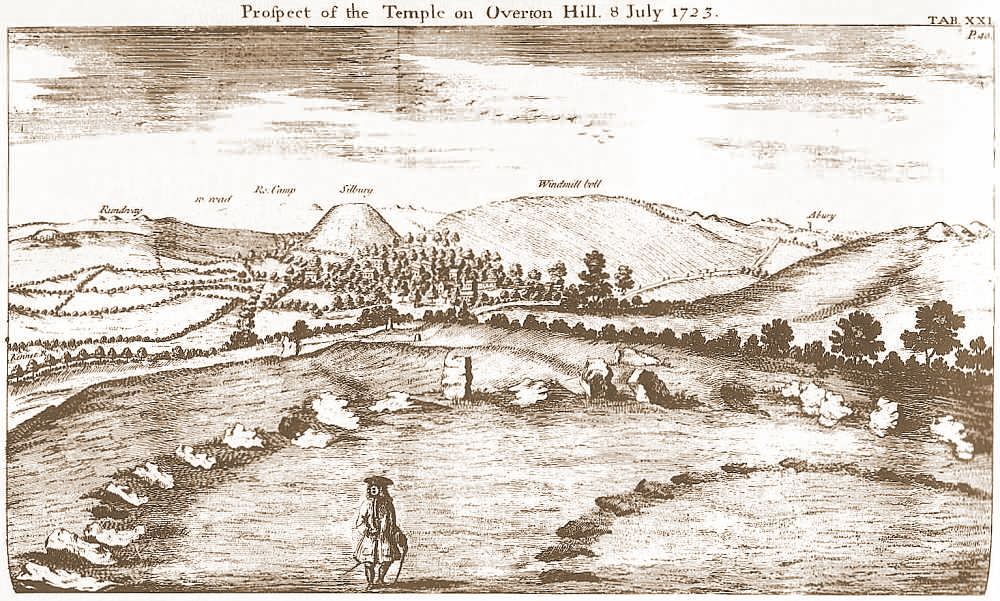
El Santuario según William Stukeley en 1723.

La primera etapa de actividad en el lugar consistió en seis anillos concéntricos de madera erigidos alrededor del 3000 a. C. Cuando el sitio fue excavado por primera vez por Maud y Ben Cunnington en 1930, fue interpretado como el equivalente de madera de Stonehenge. 162 hoyos fueron excavados, algunos con postes dobles y restos de postes todavía visibles. Interpretaciones posteriores han postulado por la unión de El Santuario con Avebury a través de la avenida y han sugerido que los dos sitios pueden haber servido para propósitos diferentes pero complementarios. Las maderas podrían haber sostenido un techo de hierba o paja y ser una vivienda de alto rango al servicio de los rituales de Avebury, aunque esto solo puede ser una conjetura. Otra interpretación es que sirvió de mortuorio donde los cadáveres se mantenían, ya sea antes o después del tratamiento ritual en Avebury. Cerámica del Neolítico y huesos de animales fueron recuperados por los Cunnington, lo que indica que el sitio vio un cierto grado de actividad por la ocupación. Posteriores excavaciones de Mike Pitts han dado mayor credibilidad a la interpretación original de los Cunnington de postes independientes.
Fue probablemente una serie de tres estructuras de madera cada vez más grandes, desplazadas, alrededor de 2100 a. C., por dos círculos de piedra concéntricos de diferentes diámetros y número de elementos que los círculos de madera anteriores. Stuart Piggott ha sugerido que las piedras se encontraban dentro del tercer edificio contemporáneo mayor de madera. Los Cunnington excavaron elementos de la cultura del vaso campaniforme; de esta fase son incluso los restos de un adolescente enterrado junto a una olla.

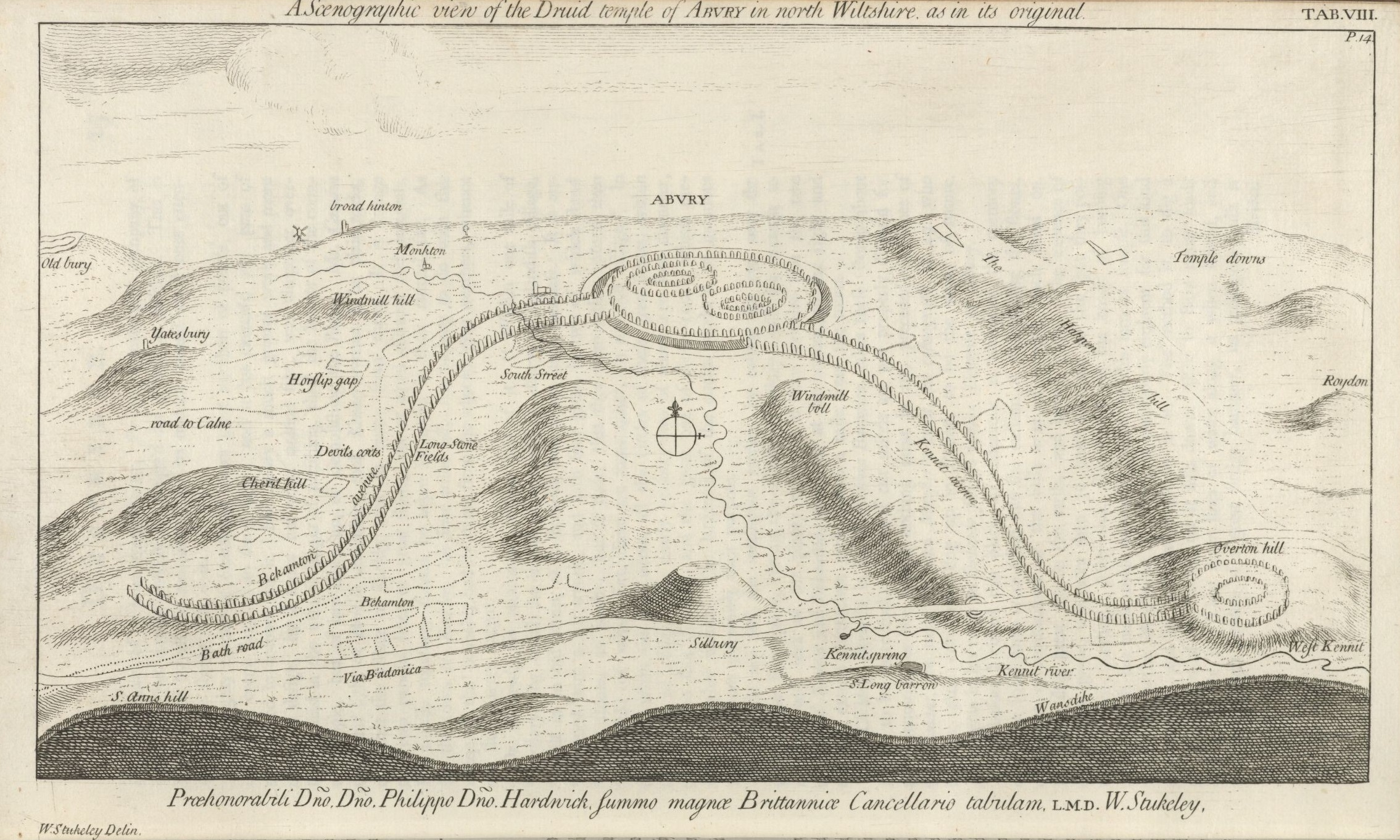
El Santuario como cabeza de un camino serpeante, según William Stukeley en 1723.

El sitio fue destruido en gran parte en 1723, aunque no antes de que William Stukeley pudiera visitarlo y dibujarlo. Stukeley consideró que las piedras en el santuario representaban la cabeza de una serpiente gigante pagana marcado por las avenidas Kennet y Beckhampton.
El Santuario está abierto al público, con postes de cemento para marcar las posiciones de las piedras y maderas originales.
Michael Dames (véase Referencias) formuló una teoría compuesta de rituales de temporada, en un intento de explicar el Santuario y sus sitios asociados (el túmulo alargado de West Kennet, el círculo de Avebury, la colina de Silbury y la colina de Windmill).